# Batalla de Dara
La batalla de Dara fue una batalla entre el Imperio sasánida y el Imperio bizantino que tuvo lugar el año 530 d. C. Fue una de las batallas de la guerra de Iberia.

## Antecedentes
El Imperio bizantino estaba en guerra con los sasánidas desde 527, supuestamente porque Kavad I había intentado obligar a convertirse al zoroastrismo a los habitantes de la Iberia caucásica. El rey de Iberia huyó de Kavad, pero Kavad trató de negociar la paz con los bizantinos, e intentó que Justiniano I adoptase a su hijo Cosroes I. Justiniano rechazó la oferta, y mandó a sus generales Sittas y Belisario a Persia, en donde inicialmente fueron derrotados. Justiniano trató de negociar, pero Kavad envió 30 000 hombres contra la ciudad de Dara en 529. Belisario fue enviado de vuelta a la región con Hermógenes y 25 000 hombres en 530. Kavad replicó con 10 000 soldados más al mando de Firouz, que estableció el campamento a unos 5 kilómetros de distancia en Ammodius.

## La batalla
A pesar de ser superado en número, Belisario decidió atacar a los persas, que se encontraban débilmente armados. Cavó una serie de zanjas en la carretera hacia Dara para bloquear a la caballería persa, y organizó la mayor parte de su infantería en un único bloque. En los flancos situó a la caballería compuesta por los hérulos bajo el mando de Pharas y Bounzes. En el flanco izquierdo también desplegó trescientos hunos a caballo con Sunicas y Aigan al mando, más otros seiscientos en el derecho, bajo el control de Simmas y Ascan. Se quedó una reserva de caballería bizantina dirigida por el general Juan en la retaguardia del flanco derecho. Antes de la batalla, estas fuerzas permanecieron ocultas tras las zanjas.
Los persas formaron en dos líneas, un flanco derecho bajo el mando de Pityaxes, y el flanco izquierdo dirigido por Baresamanes. La primera oleada del ataque persa se dirigió contra el flanco derecho de los hérulos, que al principio retrocedieron, pero por temor a las represalias de sus aliados Hunos contraatacaron y obligaron a los persas a retirarse. Al parecer, luego hubo una pausa en la que un soldado persa retó a los bizantinos a un combate singular, siendo derrotado por un hérulo llamado Andreas. Luego hubo un segundo combate tras el cual Andreas volvió a vencer, matando a un segundo adversario. Tras esto, los persas se retiraron a Ammodius para pasar la noche.
En el segundo día de batalla, diez mil persas más llegaron desde Nísibis. Los dos bandos intercambiaron oleadas de flechas, con alguna baja pero sin gran efectividad. Mientras tanto, Belisario escondió su fuerza de caballería detrás de la colina a la izquierda de Dara. Los persas atacaron la línea bizantina y las tropas del centro comenzaron a replegarse, pero acudieron la fuerza oculta de Belisario y el flanco derecho de los hunos, y obligaron a los persas a retirarse. Firouz envió a los Inmortales, sus tropas de élite, contra la caballería bizantina, que fue derrotada. Sin embargo, Belisario contraatacó y dividió las tropas persas en dos: La mitad de los persas perseguía a la caballería, pero el resto se encontraron atrapadas y con lo que cinco mil hombres fueron aniquilados, entre los cuales estaba también Baresmanes. La caballería también se recuperó, e hizo huir a sus perseguidores. Belisario permitió una persecución de unas cuantas millas, pero dejó escapar a la mayoría de los supervivientes persas.

## Resultado y ataques posteriores
La victoria no duró mucho para el Imperio bizantino. Tras la derrota, el rey lajmida al-Mundhir IV, vasallo de los sasánidas, mandó a sus tropas a ayudar al ejército sasánida. Con su ayuda, Kavad I derrotó a Belisario en la batalla de Callinicum, que llevó a los bizantinos a pagar fuertes tributos durante varios años a cambio de un tratado de paz.
En 540 y 544 Dara fue atacada de nuevo por el Imperio sasánida, esta vez al mando de Cosroes I, que fue incapaz de tomarla en ninguno de estos intentos. Cosroes la capturó finalmente en 573 y se dice que la caída pudo haber hecho que Justino II se volviera loco. La mujer de Justino, Sofía, y su amigo Tiberio II Constantino tomaron el control del imperio hasta su muerte en 578. Mientras tanto los persas pudieron adentrarse todavía más en el Imperio, pero Cosroes murió en el 579.
El emperador Mauricio derrotó a los persas en Dara en el año 586 y recapturó la fortaleza, pero los persas volvieron a derrotar a los bizantinos en el 604, bajo el reinado de Cosroes II. En este caso los persas destruyeron la ciudad, pero los bizantinos la reconstruyeron en el año 628.
En el año 639 fue capturada por los árabes, y siguió en su poder hasta el 942, que fue saqueada por los bizantinos. Fue saqueada de nuevo por los bizantinos durante el reinado de Juan I Tzimisces en el 958, pero nunca llegaron a recapturarla.